# Badaro

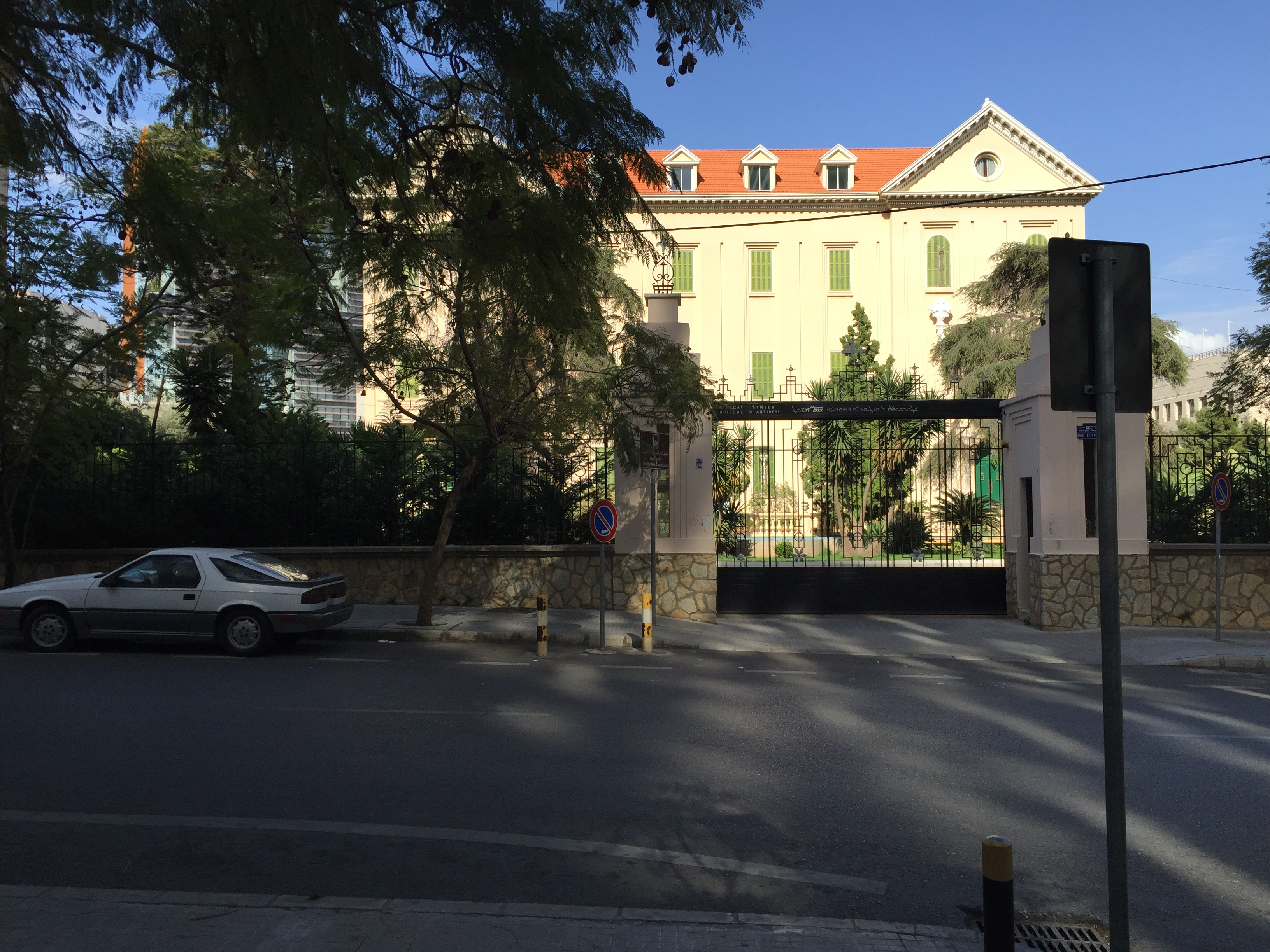
Badaro - Patriarcat Syrien Catholique

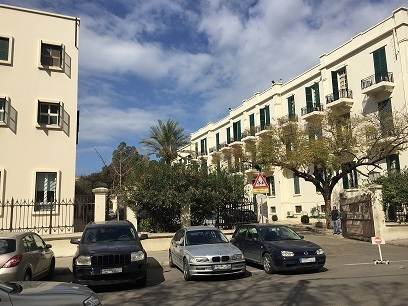
Vue du couvent des franciscaines à Badaro - Beyrouth

Badaro est un quartier résidentiel principalement chrétien mais aussi un centre d'affaires au cœur de Beyrouth au Liban. Le quartier est approximativement délimité par le boulevard Pierre Gemayel (corniche du fleuve) au nord, l'hippodrome à l'ouest, l'avenue Sami el Solh à l'est, le bois des pins de Beyrouth au sud-est et le rond-point Tayyouneh au sud . L'appellation administrative du quartier est Secteur du Parc ou Secteur Horsh, qui comprend, en plus de la partie urbanisée, la forêt de pins de Beyrouth, l'hippodrome et la Résidence des Pins.

## Badaro, le "village" de Beyrouth
(septembre 2023).
Si vous disposez d'ouvrages ou d'articles de référence ou si vous connaissez des sites web de qualité traitant du thème abordé ici, merci de compléter l'article en donnant les références utiles à sa vérifiabilité et en les liant à la section « Notes et références ».

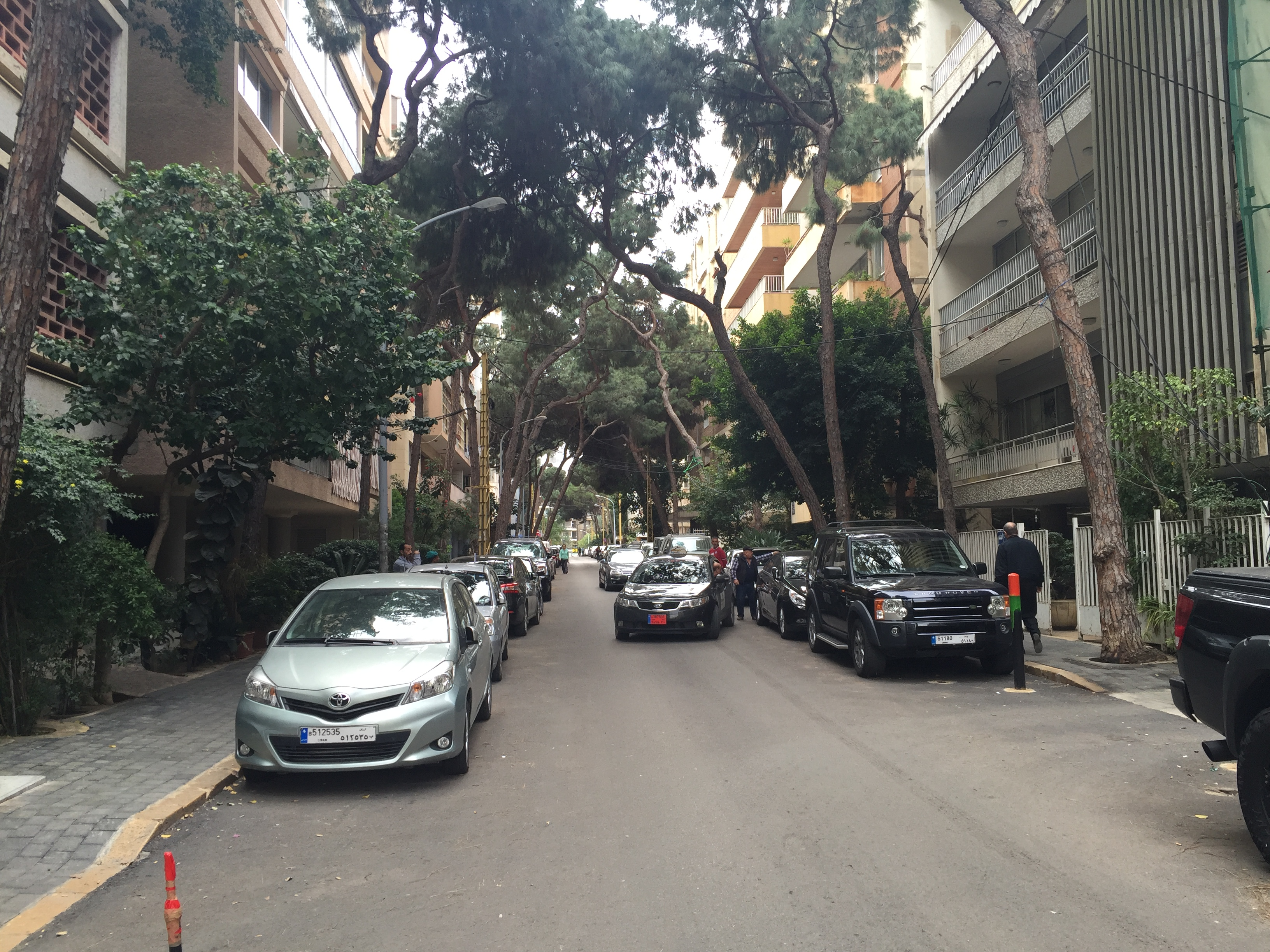
Rue Alam à Badaro

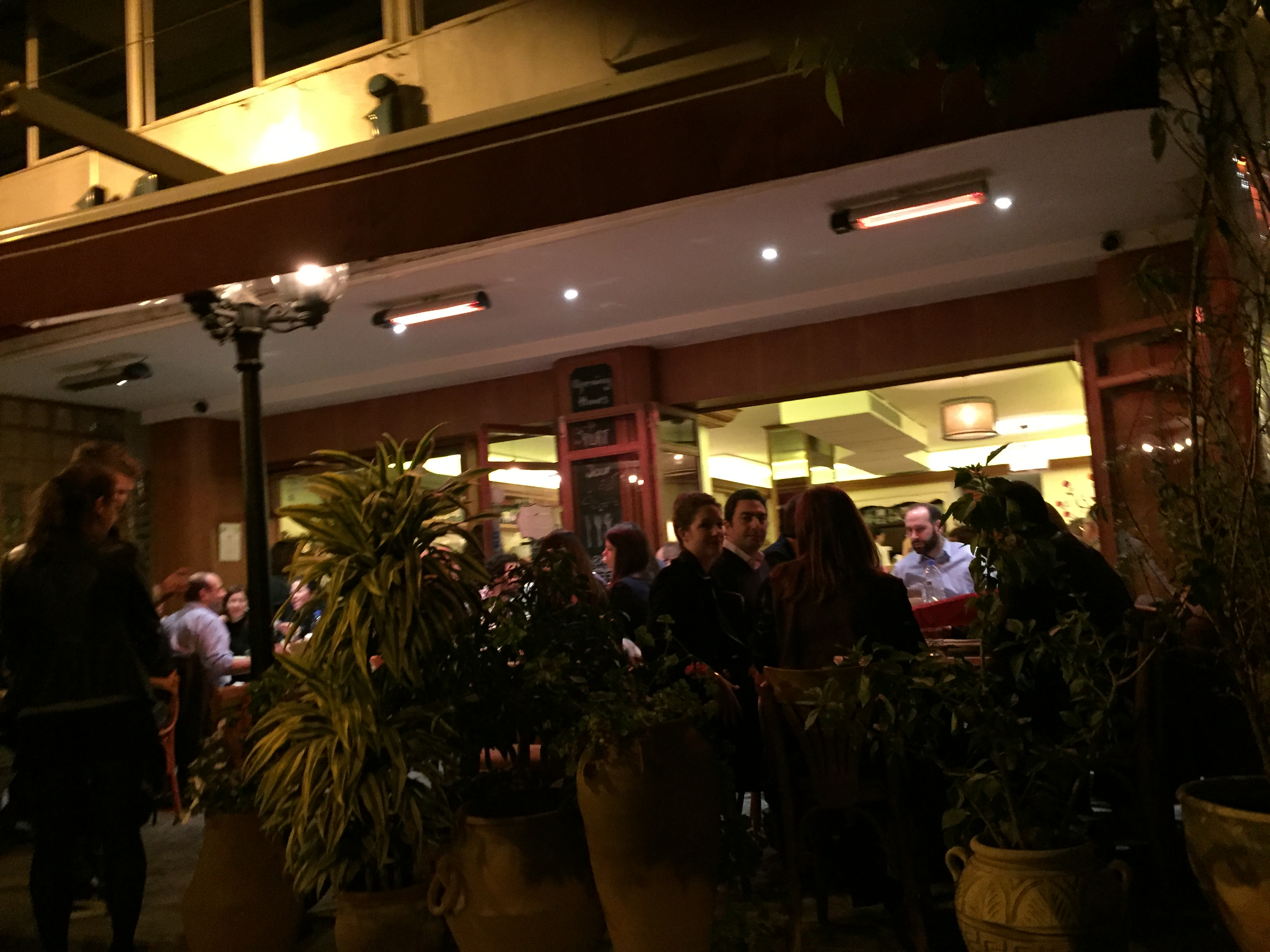
Terrasse de restaurant à Badaro

Badaro est un quartier attrayant de Beyrouth, avec des rues arborées aux trottoirs dégagés, qualité que Badaro partage avec la région de Solidere. En raison de l'animation de ses cafés, sa fréquentation plutôt jeune et « bobo », ses espaces verts et sa taille humaine le quartier est comme un village dans Beyrouth qui rappelle un peu Saint-Germain-des-Prés. Badaro bénéficie de la proximité des deux plus grands espaces verts de la capitale : un parc public de 35 hectares (la forêt de pins de Beyrouth) et un îlot de 30 hectares qui comprend l'hippodrome de Beyrouth et le parc de la résidence des pins. En face du musée, le petit square où se trouve la tombe du soldat inconnu est remarquable par sa colonnade à chapiteaux d'époque romaine et ses mosaïques byzantines. Le quartier est à échelle humaine avec de petites épiceries à chaque coin de rue. Les résidents, un mélange de vieille bourgeoisie chrétienne désargentée, de « quadras » style bohème et de professionnels urbains bien établis, sont fidèles aux épiceries et pâtisseries du quartier. En raison de la floraison de nombreux cafés, pubs et bars à partir du début de 2014, Badaro est devenue un des quartiers les plus « tendance » de Beyrouth, mais Badaro était déjà un quartier branché dans les années soixante et soixante-dix,.
Dans chaque recoin, on trouve restaurants, pubs et cafés-terrasses de presque tous les styles. Plusieurs restaurants s'y trouvent. Badaro est également le quartier où l'on retrouve l'un des meilleurs hôtels de Beyrouth, le Smallville, avec son emplacement unique à côté du musée national de Beyrouth et sa décoration de style design.
La zone du musée et de la rue de Damas à Badaro est le «Petit Paris» de Beyrouth car on y trouve la plupart des institutions françaises de Beyrouth comme certaines facultés de l'Université Saint-Joseph, l'ambassade et le consulat de France, le Lycée français et la résidence de l'ambassadeur de France, un palais exceptionnel du XIXe siècle connu sous le nom la résidence des pins.

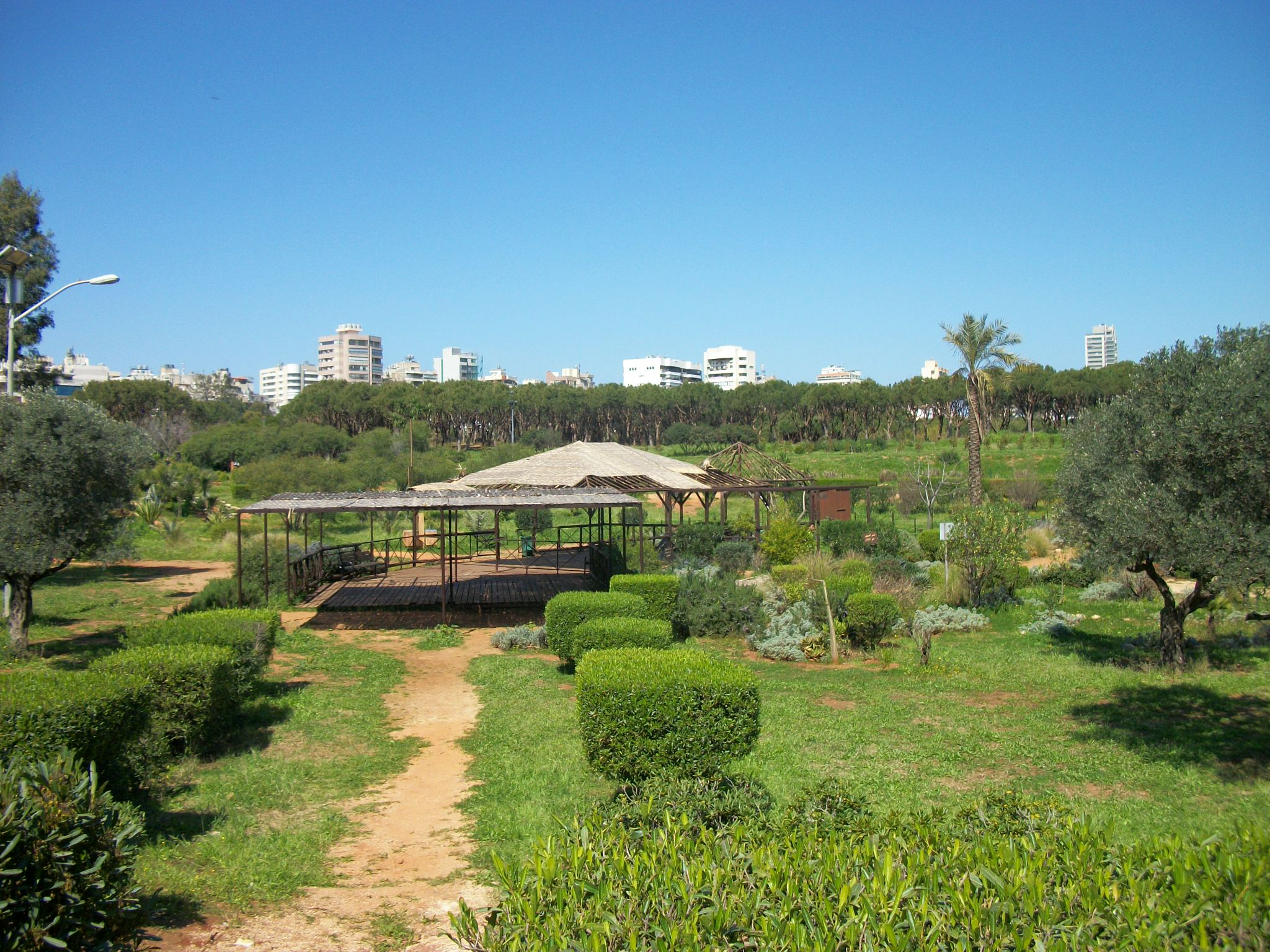
Le bois des Pins de Beyrouth - Badaro

## Histoire
Selon une version largement répandue, l'émir Fakhreddine, souverain de la Principauté du Liban, aurait planté des pins au XVIIe siècle pour arrêter l'avancement des sables au sud de la ville de Beyrouth dans une zone habitée par des chrétiens et des druzes. En réalité, des chroniqueurs bien antérieurs font état d'une forêt de pins parasols qui s'étendait de la mer jusqu'à la frontière nord de Badaro. Au XIIIe siècle, Guillaume de Tyr la nomme la « Pinée » ou la « Sapinoie ». Au milieu du XXe siècle, la rue principale a reçu son nom de Habib Badaro, un riche industriel qui avait établi ses fabriques de textiles dans le secteur. La construction du quartier résidentiel a été planifiée au sortir de la Deuxième Guerre mondiale dans le cadre du plan d'urbanisation de Beyrouth par l'urbaniste Michel Ecochard, le long de la frontière orientale du parc public appelé bois de Beyrouth, dans la pinède appelée Horsh Kfoury, du nom de la principale famille propriétaire des terrains. La démographie de Badaro a été radicalement transformée dans les années 1960 lorsque de riches familles chrétiennes syriennes d'Alep et de Damas ont fui leur pays craignant les lois d'arabisation et de nationalisation. Beaucoup d'entre elles se sont installées dans Badaro, ce qui a valu au quartier de porter le sobriquet de « quartier des Wakh Wakh » tiré d'une expression étrange et purement alépine. Badaro a connu dès lors un essor immobilier accompagné de la destruction progressive de sa forêt de pins. La plupart des bâtiments ont été construits dans les années 1960 et 1970 dans un style post-moderne à pilotis, parfois ornementés de mosaïques à motifs contemporains. Certains immeubles sont l'œuvre d'architectes renommés du milieu du siècle, dont Jean Royère en association avec Nadim Majdalani. Pendant la guerre de 1975-1990, Badaro était un des quartiers chrétiens de la ligne de démarcation, ce qui a provoqué l'exode de l'essentiel de sa population vers l'Europe ou des régions plus sûres du Liban.
La nostalgie de la douceur de vivre du Badaro cosmopolite des années 1950 et 1960 ressort des œuvres de l'écrivain français Richard Millet qui y raconte le Badaro de son enfance : «La rue Badaro est une forêt enchantée, chaque pas y suscite quelque chose d'enfoui (...),»

## Écoles et églises

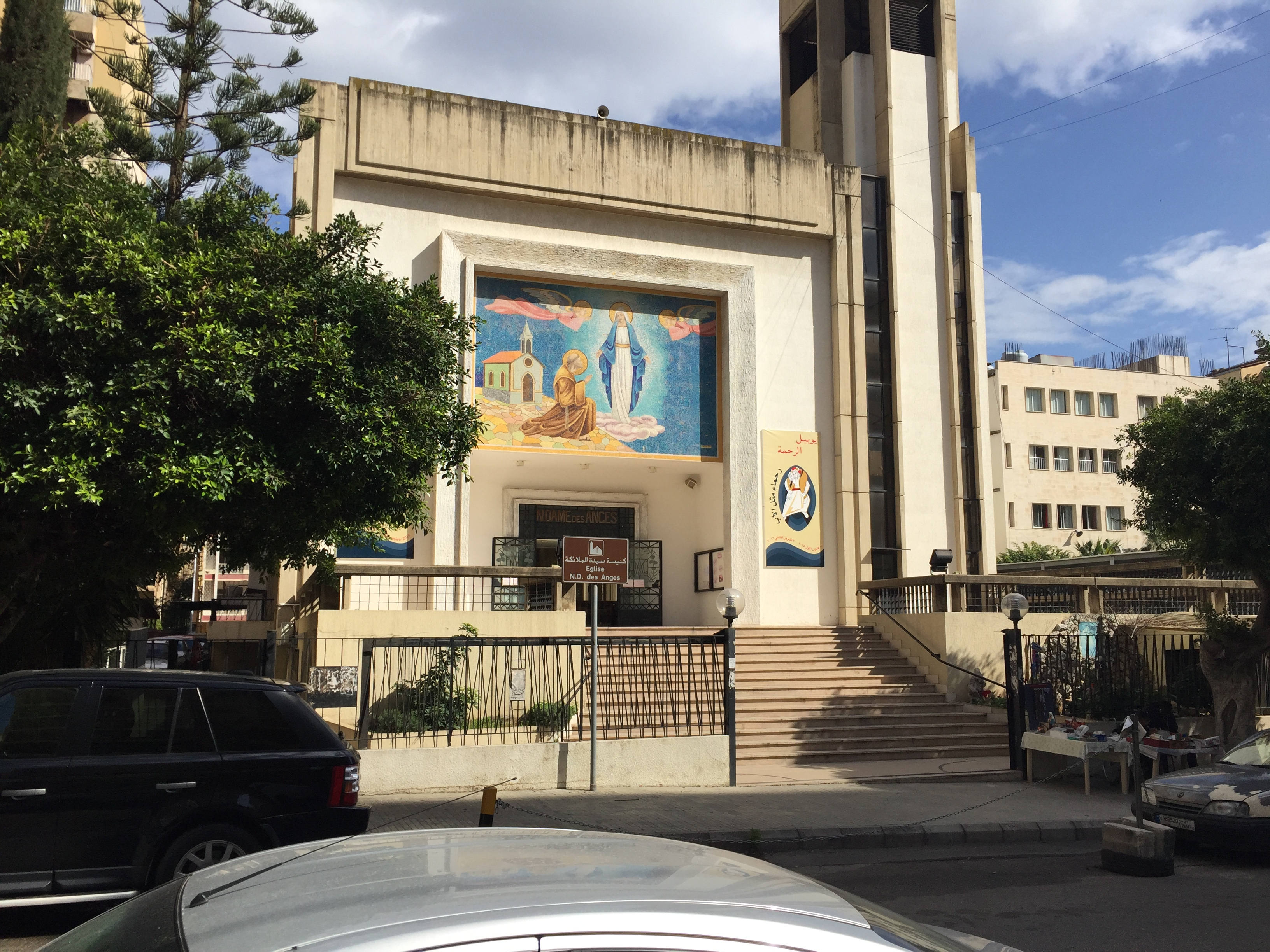
Église Notre-Dame-des-Anges, Badaro

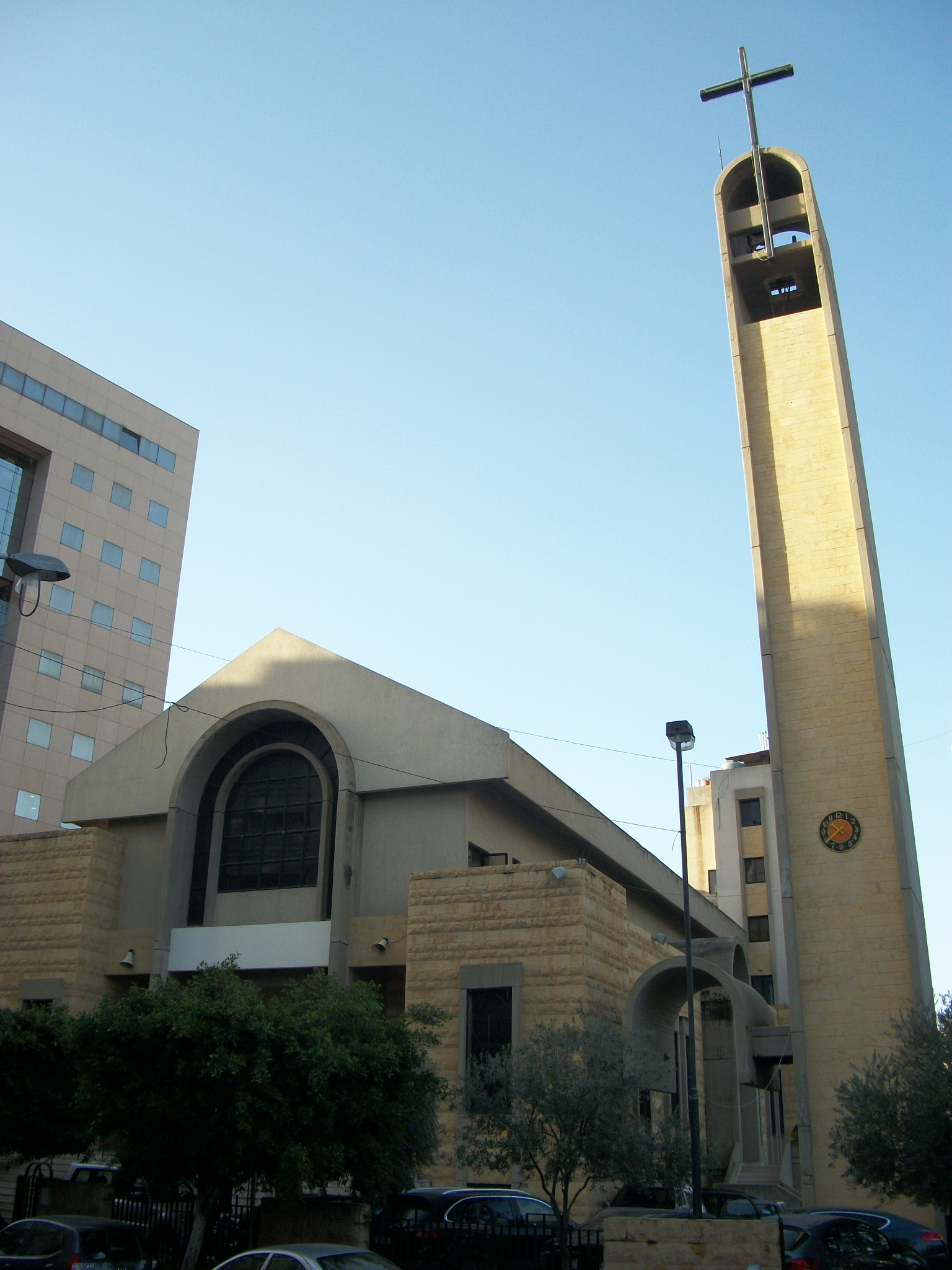
Église du Sacré-Cœur, Badaro

La région de Badaro abrite de nombreuses écoles et églises de différents rites. Sur la rue de Damas, face à l'hôtel Smallville, se trouve le très agréable patriarcat syrien-catholique, un beau palais entouré d'un jardin paisible. De l'autre côté du boulevard Pierre Gemayel, à la limite nord du quartier, se dresse la cathédrale des Syriens Catholiques toute en pierres blanches. Au-delà du Musée de Beyrouth sur la rue de Damas et à côté de l'ambassade française, on peut admirer le palais épiscopal grec-catholique melkite de Beyrouth qui a été complètement reconstruit après la guerre civile de 1975-1990 avec la même pierre de sable jaune originelle. L'église du Sacré-Cœur, maronite, est un bâtiment moderne situé au nord-ouest de l'avenue Sami el Solh tandis qu'une autre église maronite, Notre-Dame-de-Lourdes, se situe de l'autre côté de l'avenue Sami el Solh, au sud-est. Elle est principalement fréquentée par des fidèles venus de la banlieue chrétienne voisine de Ain el Remmaneh. Sur la rue Henry Chehab, la célèbre église Notre-Dame-des-Anges ,, catholique de rite latin a une très belle façade moderne en mosaïques. La messe y est le plus souvent dite en français. C'est une réminiscence de la période d'avant-guerre civile, lorsque Badaro était le quartier de prédilection des nombreux ressortissants français installés au Liban. De l'autre côté de la rue Badaro, l'une des rares églises protestantes (baptiste) du pays est fréquentée principalement par la très petite communauté évangélique libanaise. Le dimanche à midi, l'église est réservée à la communauté évangélique noire immigrée, en particulier des protestants éthiopiens avec des chants et de la musiques aux sonorités très afro-américaines.
De même, la messe du dimanche du beau couvent des sœurs franciscaines adjacent à l'hippodrome est réservée au rite orthodoxe éthiopien et aux centaines de femmes éthiopiennes, essentiellement des travailleuses domestiques. La scène, avec ses chants et ses prières en amharique, qui peut être vue à partir de la rue, est tout à fait fascinante, surtout que ces fidèles orthodoxes « Tewahedo » sont entièrement voilées de blanc (la shemma) comme les femmes musulmanes.
La rue du musée, parallèle à la rue Badaro et adjacente à l'hippodrome, abrite quatre écoles : le Collège Louise Wegman, école laïque fréquentée par les enfants de la haute bourgeoisie libanaise tant chrétienne que musulmane, le collège du Saint-Sauveur qui est associé au collège des Jésuites de Notre-Dame de Jamhour, le lycée du Musée dépendant du patriarcat syrien-catholique et l'école des sœurs franciscaines.
De l'autre côté de Sami el Solh, l'église semi-tubulaire Notre-Dame du Collège des Frères de La Salle domine l'avenue.

## Économie

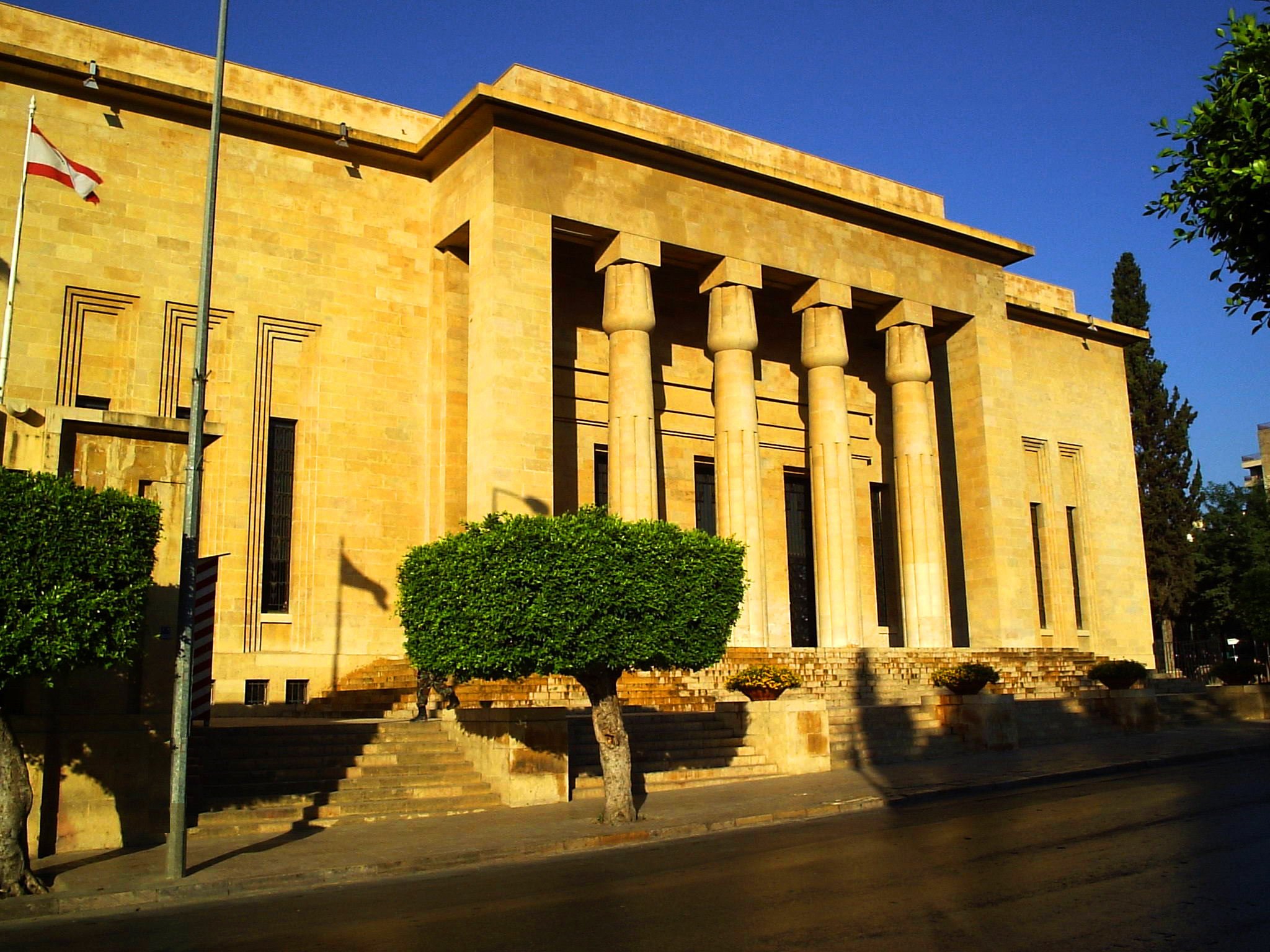
Musée national de Beyrouth - Badaro

En plus de ses dizaines de cafés, bars et restaurants, les principales attractions de Badaro sont ses deux remarquables musées (le Musée national de Beyrouth et le Musée des minéraux de Beyrouth), le Bois des Pins de 35 hectares où les Beyrouthins, principalement les habitants des quartiers limitrophes, s’adonnent au jogging ou à la ballade et l'hippodrome de Beyrouth.
Badaro est aussi l'un des principaux quartiers d'affaires de Beyrouth . De nombreux sièges sociaux sont situés sur Sami el Solh et le boulevard Pierre Gemayel à la limite nord du quartier qui a vu émerger de nombreuses tours de bureaux, dont certaines abritent les sièges sociaux de grandes banques du pays . Mais Badaro est avant tout le cœur battant de l'activité judiciaire du pays puisqu'on y trouve le palais de justice de Beyrouth, le ministère de la justice, le tribunal militaire, le siège de l'ordre des avocats et la grande majorité des bureaux d'avocats du pays.
Le quartier est fréquenté par les résidents, les flâneurs du jour, les fêtards du soir, les employés des bureaux et cabinets d'avocats et de nombreux expatriés. Au sortir de la guerre civile de 1975-1990, le quartier a mis de longues années à sortir de sa torpeur surtout le soir après la sortie des bureaux.

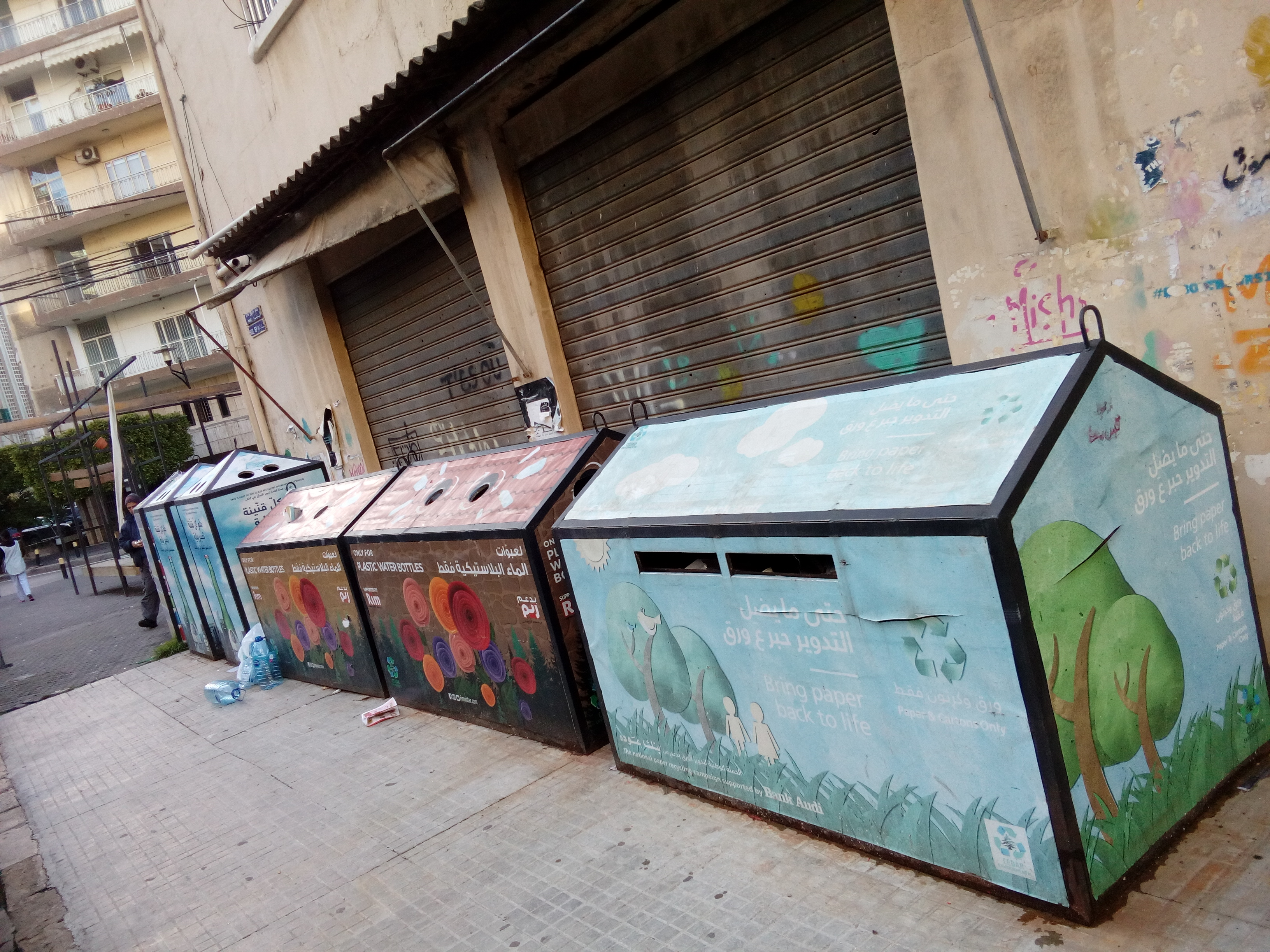
Bacs de tri sélectif dans le quartier de Badaro à Beyrouth

À partir de 2014, notamment à la suite des travaux d'infrastructure effectués par la municipalité de Beyrouth (trottoirs, chaussées, éclairage public...), la multiplication de commerces, de restaurants et de bars-trottoirs ouverts tard le soir, le quartier est animé de jour comme de nuit. Contrairement à d'autres quartiers de Beyrouth tels que Gemmayzé ou Mar Mikhael, la renaissance de Badaro n'est pas un processus de « gentrification »; Le quartier, depuis le milieu du siècle dernier, est demeuré un quartier bourgeois discret, en partie du fait de son histoire, la vieille bourgeoisie chrétienne originaire de Syrie ayant une réputation de discrétion qui contraste avec le goût libanais pour l'ostentation et l'étalage des signes de richesse.
Cette animation, en plus de la présence de postes de gardes municipaux fixes, en fait désormais un des quartiers les plus sûrs de Beyrouth. Dans le même temps, Badaro n'est pas un parc d'attractions et les gens qui y vivent sont généralement assez calmes, et ne peuvent pas être en vacances perpétuelles. Heureusement, les pubs et les cafés sont soucieux d'éviter les nuisances excessives et leurs clients sont plutôt respectueux du voisinage. Le dimanche, le quartier prend des allures de petit Harlem car il devient le lieu de rendez-vous des immigrés éthiopiens (principalement des femmes) qui s'y retrouvent pour assister à la messe et faire leurs courses dans des petites échoppes spécialisées (coiffeurs afro, boutiques d'accessoires et d'habits, alimentation..)
.
À l’extrême sud-ouest de Badaro, le secteur de l'hôpital militaire est une véritable enclave. Il regroupe une caserne, un hôpital, des commerces, des pharmacies et des coopératives, réservés aux membres des forces de l'ordre et de l'armée et à leurs familles, les habitants locaux et les touristes peuvent aussi venir faire leur courses dans ces commerces et coopératives, les touristes sont bien accueillis et aidés.
Les familles de militaires venues de toutes les régions du Liban, généralement pauvres, viennent se faire soigner gratuitement et acheter à bon compte. Si la présence de militaires armés peut sembler intimidante, il n'est pas interdit d'y pénétrer pour découvrir une foule totalement différente de celle du quartier environnant.

## Galerie de photographies

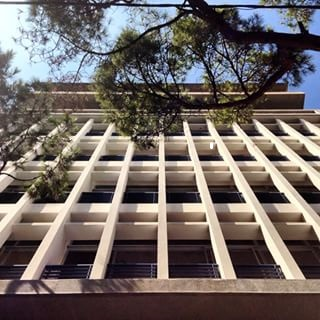
Façade d'immeuble par Jean Royère - quartier Badaro - Beyrouth.
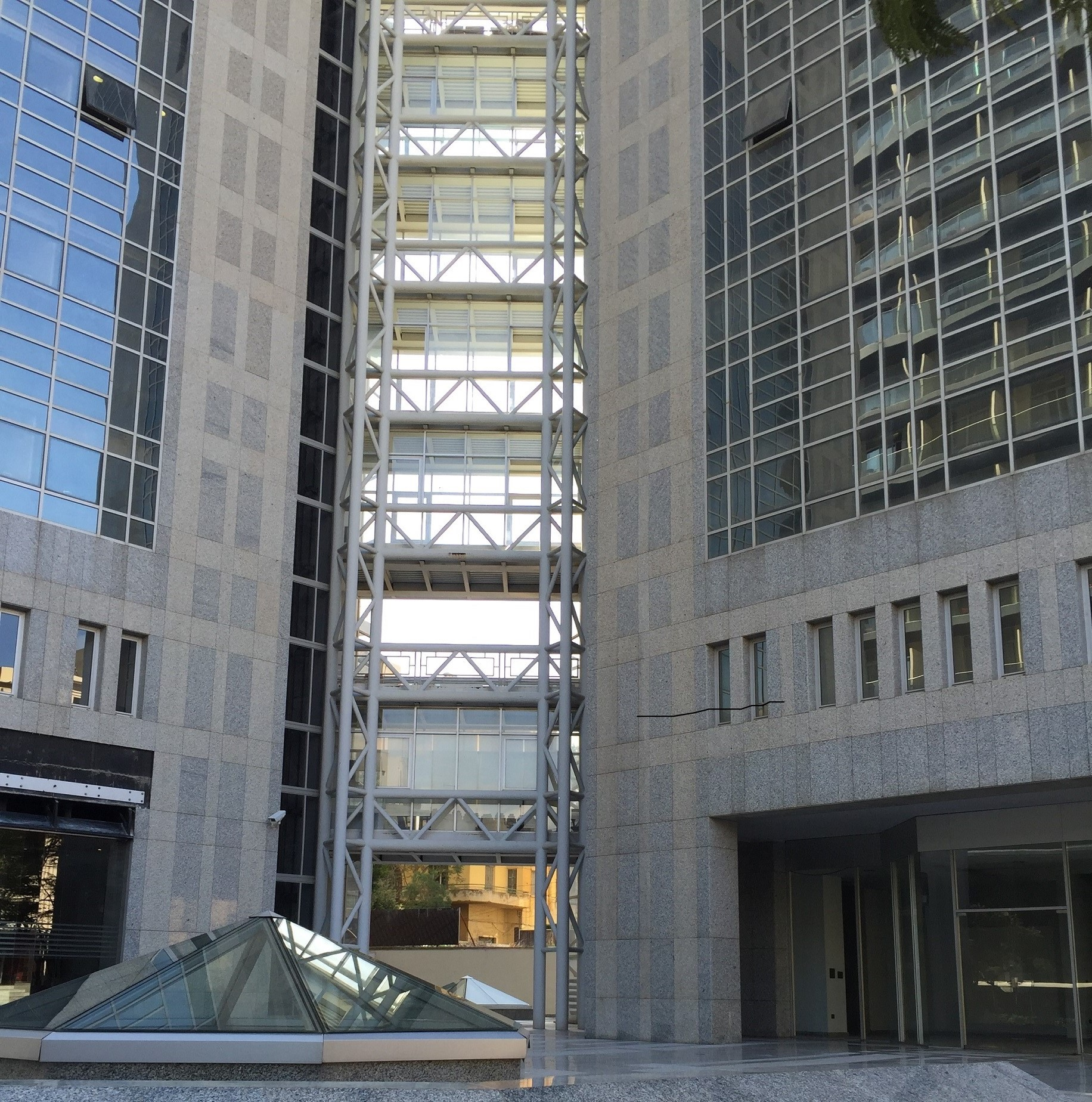
Centre d'affaires à Badaro.